# Hygropoda
Hygropoda is een geslacht van spinnen uit de  familie van de kraamwebspinnen (Pisauridae).

## Soorten
- Hygropoda africana Simon, 1898
- Hygropoda albolimbata (Thorell, 1878)
- Hygropoda argentata Zhang, Zhu & Song, 2004
- Hygropoda balingkinitanus (Barrion & Litsinger, 1995)
- Hygropoda borbonica (Vinson, 1863)
- Hygropoda bottrelli (Barrion & Litsinger, 1995)
- Hygropoda campanulata Zhang, Zhu & Song, 2004
- Hygropoda dolomedes (Doleschall, 1859)
- Hygropoda exilis (Thorell, 1881)
- Hygropoda higenaga (Kishida, 1936)
- Hygropoda lineata (Thorell, 1881)
- Hygropoda linearis (Eugène Simon, 1903)
- Hygropoda longimana (Stoliczka, 1869)
- Hygropoda longitarsis (Thorell, 1877)
  - Hygropoda longitarsis fasciata (Thorell, 1877)
- Hygropoda macropus Pocock, 1897
- Hygropoda madagascarica Strand, 1907
- Hygropoda menglun Zhang, Zhu & Song, 2004
- Hygropoda procera Thorell, 1895
- Hygropoda prognatha Thorell, 1894
- Hygropoda subannulipes Strand, 1911
- Hygropoda taeniata Wang, 1993
- Hygropoda yunnan Zhang, Zhu & Song, 2004